# Catocala dejecta
Catocala dejecta es una polilla de la familia de los Erebidae. Se puede encontrar desde Massachusetts hasta Connecticut, por el sur desde Nueva York hasta Florida, en el oeste desde Texas a Oklahoma y del sur al sureste de Ontario.
La envergadura de sus alas varía entre los 56 y los 73mm. Los adultos vuelan durante los meses de junio a octubre, según la localidad.
La larva se alimenta de hojas de Carya glabra, Carya ovata y de Quercus (roble).